# Maryfield
Maryfield es un pueblo canadiense situado en la provincia de Saskatchewan.

## Superficie
Maryfield tiene una superficie de 2,57 km².

## Demografía
En 2021, tenía 311 habitantes, una densidad poblacional de 121,2 hab./km², y 157 viviendas.